# Alana Miller
Alana Martha Miller (* 22. Juli 1980 in Winnipeg) ist eine ehemalige kanadische Squashspielerin.

## Karriere
Alana Miller spielte von 2001 bis 2010 auf der WSA World Tour und errang dabei zwei Turniertitel. Ihre höchste Platzierung in der Weltrangliste erreichte sie mit Rang 30 im Mai 2009. 2005 wurde sie Panamerikameister. Bei den Panamerikanischen Spielen gewann sie 2007 die Silbermedaille im Einzel sowie Gold mit der Mannschaft. Mit der kanadischen Nationalmannschaft nahm sie 2004, 2006 und 2008 an Weltmeisterschaften teil. Im Einzel qualifizierte sie sich nur 2008 für das Hauptfeld bei einer Weltmeisterschaft und scheiterte dort in der ersten Runde. Sie wurde 2004, 2007 und 2008 kanadischer Landesmeister. Sie beendete nach den Commonwealth Games 2010 ihre Karriere.

## Erfolge
- Panamerikameister: 2005
- Gewonnene WSA-Titel: 2
- Panamerikanische Spiele: 1 × Gold (Mannschaft 2007), 1 × Silber (Einzel 2007)
- Kanadischer Meister: 3 Titel (2004, 2007, 2008)